# 팔분의자리 시그마
팔분의자리 시그마(σ Oct) 또는 폴라리스 오스트랄리스(Polaris Australis)는 팔분의자리 방향에 있는 항성이다. 현재 이 항성은 남극성이다. 팔분의자리 시그마는 천구 남극에 가까이 있어서 남반구 하늘의 극성 지위를 차지하고 있다. 이 별은 단독성이며 지구로부터 약 281 광년 떨어져 있다. 시그마의 분광형은 F0 III으로 거성으로 분류된다. 겉보기등급은 +5.47로 2.33 시간마다 +0.03 등급만큼 밝기가 변화하여 방패자리 델타형 변광성에 속한다.

## 이름

DSS2 전천관측(全天觀測)에서 촬영한 팔분의자리 시그마.

팔분의자리 시그마는 바이어 명명법에 따라 붙인 이름이다.
폴라리스 오스트랄리스 명칭이 최초로 사용된 때는 1700년대로, 천구남극에 이 별이 가장 가까이 있는 것처럼 보였기 때문이다. 2016년 국제천문연맹은 항성명칭을 표준화 및 목록화할 목적으로 산하에 항성명칭심의위원회(WGSN)를 조직했다. WGSN은 2017년 9월 5일 '폴라리스 오스트랄리스'(Polaris Australis) 명칭을 승인, 이 이름은 현재 IAU 인증 항성명칭목록에 포함되었다. 시그마는 IAU가 승인한 고유명칭 이름의 항성들 중 천구에서 가장 남쪽에 위치하고 있다.

## 남극성
남극성은 북극성(현재는 폴라리스)과 반대되는 말로, 천구의 남극에 위치하고 있는 항성을 의미한다. 남반구의 관측자 눈에 시그마는 거의 움직이지 않고 다른 별들이 시그마를 중심으로 하늘을 도는 것처럼 보인다. 그러나 시그마 역시 천구 남극에 정확히 위치한 것이 아니라 극점에서 약 1 도각 넘게 떨어져 있기 때문에 극점을 중심으로 작게나마 회전하고 있다. 시그마는 '작은 사다리꼴' 모양의 구성원이기도 하다. 천구남극은 지구의 세차 운동 때문에 시그마로부터 멀어지고 있다.

### 위치 찾기

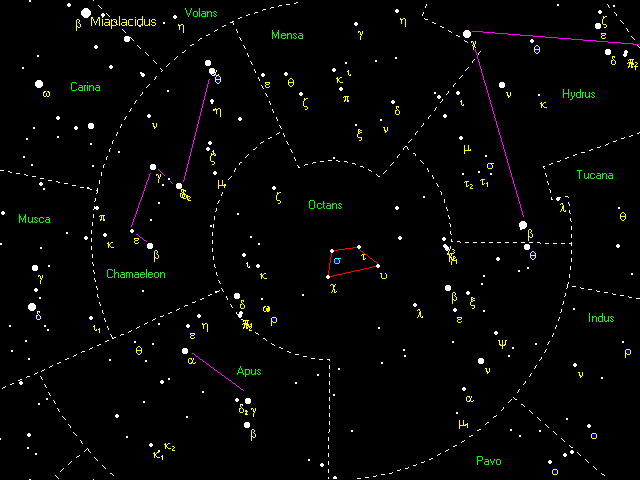
천구남극 주변의 별자리. 팔분의자리 시그마는 그림 중앙 부분 사다리꼴 모양의 일원이다.

상대적으로 훨씬 밝고 쉽게 찾을 수 있는 북극성 폴라리스와는 달리 시그마별의 겉보기 등급은 +5.42로 맨눈에 겨우 보일 정도로 어두워서 항해에 활용할 수 없다. 이 때문에 남십자자리가 천구남극의 위치를 찾는 용도로 대신 쓰인다. 팔분의자리 시그마를 천구상에서 찾는 데에는 남십자자리 또는 팔분의자리 내 다른 별들을 이용하면 된다. 팔분의자리 시그마, 카파, 타우, 웁실론은 모두 겉보기 등급 5.6 근처의 별들이며, 넷이 합쳐져서 사다리꼴 모양을 만든다.

## 문화
팔분의자리 시그마는 세계의 국기에 등장하는 별들 중 가장 어두운 천체이다. 시그마는 브라질의 국기에서 브라질 연방구를 상징한다.

## 같이 보기
- 천구의 극